# Cendrine Browne
Pour les articles homonymes, voir Browne.
Cendrine Browne, née le 8 septembre 1993 à Barrie, est une fondeuse canadienne.

## Biographie
Browne, née en Ontario, mais qui vit à Prévost au Québec, devient membre du club Fondeurs-Laurentides après sa première compétition à l'âge de quinze ans. Sa mère Julie Bruneau a également pratiqué le ski de fond à haut niveau.
Elle prend part à ses premières compétitions au niveau continental lors de la saison 2011-2012.
En décembre 2012, Browne est conviée à l'étape de Coupe du monde à Québec, puis signe son premier podium en Coupe nord-américaine, avant de prendre part aux Championnats du monde junior à Liberec, s'y classant notamment quinzième du cinq kilomètres libre.
En 2015, à Thunder Bay, elle remporte son premier titre national sur le trente kilomètres libre.
Lors de la saison 2015-2016, elle finit deuxième du classement général de la Coupe nord-américaine, gagnant quatre manches. Elle est aussi engagée sur le Ski Tour Canada, prenant la 40e place. L'hiver suivant, elle réalise sa première saison complète dans la Coupe du monde et fait ses débuts aux championnats du monde à Lahti, où sa meilleure performance individuelle est 25e sur le trente kilomètres libre, tandis qu'elle est dixième avec le relais.
En 2018, elle prend part à ses premiers jeux olympiques à Pyeongchang, courant les quatre épreuves individuelles au programme, pour obtenir comme meilleur résultat une 33e place au skiathlon. Ensuite, lors des Finales à Falun, elle marque ses premiers points pour la Coupe du monde, grâce au 27e temps sur la poursuite.
En 2020-2021, se rétablissant d'une dépression, elle améliore son meilleur résultat dans l'élite avec une 23e place au dix kilomètres libre de Falun.
Aux Championnats du monde, à Oberstdorf, elle termine toutes ses courses individuelles dans le top trente : deux fois 27e et une fois 23e, alors qu'elle est neuvième en relais.
Alors qu'elle ne faisait plus partie de l'équipe nationale ces deux dernières saisons, elle est réintégrée dans l'équipe nationale en vue de la saison olympique 2021-2022.
Aux jeux olympiques d'hiver de Pékin 2022, Cendrine Browne réalise la meilleure performance canadienne de l'histoire au 30km avec une 16e position.
À l'issue de la saison de compétition 2021-2022, Cendrine Browne prend sa retraite du ski de fond compétitif.
Elle lance avec sa coéquipière Laura Leclair un programme d'entraînement pour les jeunes fondeuses appelé « Féminaction ».

## Palmarès

### Jeux olympiques d'hiver
| Épreuve / Édition   | Sprint                           | Sprint    | 10 km | 10 km                            | Skiathlon 2 × 7,5 km | 30 km | Relais | Relais   |
| Épreuve / Édition   | libre                            | classique | libre | classique                        | Skiathlon 2 × 7,5 km | 30 km | Sprint | 4 × 5 km |
| JO 2018 Pyeongchang | Épreuve inexistante à cette date | 51e       | 43e   | Épreuve inexistante à cette date | 33e                  | 43e   | -      | 13e      |

Légende :
- : pas d'épreuve
- — : Non disputée par Browne

### Championnats du monde
| Épreuve / Édition        | Sprint                           | Sprint                           | 10 km                            | 10 km                            | Skiathlon 2 × 7,5 km | 30 km | Relais | Relais   |
| Épreuve / Édition        | libre                            | classique                        | libre                            | classique                        | Skiathlon 2 × 7,5 km | 30 km | Sprint | 4 × 5 km |
| Mondiaux 2017 Lahti      | 48e                              | Épreuve inexistante à cette date | Épreuve inexistante à cette date | 46e                              | 34e                  | 25e   | 13e    | 10e      |
| Mondiaux 2019 Seefeld    | -                                | Épreuve inexistante à cette date | Épreuve inexistante à cette date | -                                | 40e                  | 46e   | -      | 12e      |
| Mondiaux 2021 Oberstdorf | Épreuve inexistante à cette date | -                                | 27e                              | Épreuve inexistante à cette date | 23e                  | 27e   | -      | 9e       |

Légende :
- : pas d'épreuve
- — : Non disputée par Browne

### Coupe du monde
- Meilleur classement général : 80e en 2021.
- Meilleur résultat individuel : 23e.

#### Classements en Coupe du monde
| Année     | Classement général final | Classement distance | Classement sprint |
| 2017-2018 | 99e                      | 75e                 |                   |
| 2019-2020 | 104e                     | 72e                 |                   |
| 2020-2021 | 80e                      | 53e                 | 78e               |

### Championnats du Canada
- Championne sur le trente kilomètres libre en 2015.